# Perigonia glaucescens
Perigonia glaucescens là một loài bướm đêm thuộc họ Sphingidae. Nó được tìm thấy ở Cộng hòa Dominica và Haiti.
Nó có thể phân biệt được với các loài Perigonia khác bởi đầu màu xanh ô liu.